# Slide Away (The Verve)
| Recensione | Giudizio |
| ---------- | -------- |
| AllMusic   |          |

Slide Away è un singolo del gruppo musicale britannico The Verve, pubblicato il 20 settembre 1993 come secondo estratto dal primo album in studio A Storm in Heaven.

## Tracce
Testi e musiche di The Verve.
CD (HUTCD 35)
1. Slide Away – 4:01
2. Make It Til' Monday (Acoustic Version) – 2:45
3. Virtual World (Acoustic Version) – 4:47

12" (HUTT 35)
Lato A
1. Slide Away

Lato B
1. Make It Til' Monday (Acoustic Version)
2. Virtual World (Acoustic Version)

7" (HUT 35)
Lato A
1. Slide Away

Lato B
1. 6 O'Clock

## Formazione

### Gruppo
- Richard Ashcroft – voce, chitarra
- Nick McCabe – chitarra
- Simon Jones – basso
- Peter Salisbury – batteria

### Produzione
- John Leckie – produzione